# Sally, la hija del circo
Sally, la hija del circo es una película muda dirigida por D. W. Griffith en 1925. Adapta una obra de teatro de Dorothy Donnelly.

## Sinopsis
El profesor Eustace McGargle siempre le ha ocultado a Sally que él la adoptó cuando murió su madre, una desheredada mujer de clase alta que se casó con un hombre del circo. La muchacha se enamora de Peyton Lennox, un joven de la alta sociedad, hijo de un amigo del juez Foster, abuelo de Sally.

## Reparto
| Actor            | Personaje                 |
| ---------------- | ------------------------- |
| Carol Dempster   | Sally                     |
| W. C. Fields     | Profesor Eustace McGargle |
| Alfred Lunt      | Peyton Lennox             |
| Effie Shannon    | Mrs. Foster               |
| Erville Alderson | Juez Foster               |
| Glenn Anders     | Leon, el acróbata         |
| Charles Hammond  | Padre de Peyton           |
| Roy Applegate    | El detective              |

- Datos: Q728618
- Multimedia: Sally of the Sawdust / Q728618